# Copa da Liga Japonesa de 2014
A Copa da Liga Japonesa 2014 foi a 23ª edição da Copa da Liga Japonesa. Iniciou-se em 19 de março e o término em 8 de novembro do mesmo ano, onde dessa vez não foi realizado no Estádio Olímpico, devido ser interditado para os Jogos Olímpicos de 2020, sendo a final sendo jogada no Estádio de Saitama. Além de participar da Copa Suruga Bank do ano seguinte.
Sendo disputada em em quatro fases, sendo fase de grupos, quartas, semifinais e final. Na fase de grupos, as equipes são distribuídas em dois grupos - A e B - com exceção dos quatro times classificados a Liga dos Campeões Asiática que entram nas quartas. onde se juntam aos dois melhores de cada grupo, em jogos de ida e volta, assim como as semifinais, com a final em jogo único. seu campeão foi o Gamba Osaka que sagrou-se bicampeão da competição, ao bater o Sanfrecce Hiroshima, por 3 a 2

## Fase de grupos
| Legenda                           |
| --------------------------------- |
| Classificados às quartas-de-final |
| Eliminados                        |

### Grupo A
| Equipe          | Pts | J | V | E | D | GP | GC | SG |
| --------------- | --- | - | - | - | - | -- | -- | -- |
| Gamba Osaka     | 12  | 6 | 4 | 0 | 2 | 9  | 4  | +5 |
| Vissel Kobe     | 12  | 6 | 4 | 0 | 2 | 10 | 9  | +1 |
| Sagan Tosu      | 9   | 6 | 3 | 0 | 3 | 9  | 8  | +1 |
| Kashima Antlers | 9   | 6 | 3 | 0 | 3 | 10 | 10 | 0  |
| Shimizu S-Pulse | 9   | 6 | 3 | 0 | 3 | 9  | 9  | 0  |
| FC Tokyo        | 7   | 6 | 2 | 1 | 3 | 10 | 10 | 0  |
| Vegalta Sendai  | 4   | 6 | 1 | 1 | 4 | 4  | 11 | -7 |

### Grupo B
| Equipe             | Pts | J | V | E | D | GP | GC | SG  |
| ------------------ | --- | - | - | - | - | -- | -- | --- |
| Urawa Red Diamonds | 15  | 6 | 5 | 0 | 1 | 15 | 9  | +6  |
| Kashiwa Reysol     | 11  | 6 | 3 | 2 | 1 | 11 | 5  | +6  |
| Ventforet Kofu     | 10  | 6 | 3 | 1 | 2 | 10 | 5  | +5  |
| Nagoya Grampus     | 10  | 6 | 3 | 1 | 2 | 10 | 10 | 0   |
| Albirex Niigata    | 8   | 6 | 2 | 2 | 2 | 7  | 8  | -1  |
| RB Omiya Ardija    | 3   | 6 | 0 | 3 | 3 | 3  | 9  | -6  |
| Tokushima Vortis   | 1   | 6 | 0 | 1 | 5 | 8  | 18 | -10 |

## Fase finais

### Equipes classificadas
| Cerezo Osaka        | Gamba Osaka        |
| Sanfrecce Hiroshima | Urawa Red Diamonds |
| Yokohama F. Marinos | Kashiwa Reysol     |
| Kawasaki Frontale   | Vissel Kobe        |

| Chave de cores                                |
| --------------------------------------------- |
| Classificados diretamente às quartas-de-final |
| Vindos da fase de grupos                      |

#### Confrontos
|  | Quartas-de-final    | Quartas-de-final  | Quartas-de-final  | Quartas-de-final  |   |                     | Semifinais        | Semifinais        | Semifinais        | Semifinais        |  |  | Final               | Final         | Final         | Final         |
|  | 3 a 7 de setembro   | 3 a 7 de setembro | 3 a 7 de setembro | 3 a 7 de setembro |   |                     | 9 a 12 de outubro | 9 a 12 de outubro | 9 a 12 de outubro | 9 a 12 de outubro |  |  | 8 de novembro       | 8 de novembro | 8 de novembro | 8 de novembro |
|  |                     |                   |                   |                   |   |                     |                   |                   |                   |                   |  |  |                     |               |               |               |
|  | Urawa Red Diamonds  | 0                 | 2                 | 2                 |   |                     |                   |                   |                   |                   |  |  |                     |               |               |               |
|  | Sanfrecce Hiroshima | 0                 | 2                 | 2                 |   |                     |                   |                   |                   |                   |  |  |                     |               |               |               |
|  | Sanfrecce Hiroshima | 0                 | 2                 | 2                 |   | Sanfrecce Hiroshima | 2                 | 1                 | 3                 |                   |  |  |                     |               |               |               |
|  |                     |                   |                   |                   |   | Sanfrecce Hiroshima | 2                 | 1                 | 3                 |                   |  |  |                     |               |               |               |
|  |                     | Kashiwa Reysol    | 0                 | 2                 | 2 |                     |                   |                   |                   |                   |  |  |                     |               |               |               |
|  | Kashiwa Reysol      | Kashiwa Reysol    | 0                 | 2                 | 2 | 2                   | 3                 | 5                 |                   |                   |  |  |                     |               |               |               |
|  | Kashiwa Reysol      |                   |                   |                   |   | 2                   | 3                 | 5                 |                   |                   |  |  |                     |               |               |               |
|  | Yokohama F. Marinos | 1                 | 1                 | 2                 |   |                     |                   |                   |                   |                   |  |  |                     |               |               |               |
|  |                     |                   |                   |                   |   |                     |                   |                   |                   |                   |  |  | Sanfrecce Hiroshima | 2             |               |               |
|  |                     |                   | Gamba Osaka       | 3                 |   |                     |                   |                   |                   |                   |  |  |                     |               |               |               |
|  | Kawasaki Frontale   | 3                 | 2                 | 5                 |   |                     |                   |                   |                   |                   |  |  |                     |               |               |               |
|  | Cerezo Osaka        | 1                 | 3                 | 4                 |   |                     |                   |                   |                   |                   |  |  |                     |               |               |               |
|  | Cerezo Osaka        | 1                 | 3                 | 4                 |   | Kawasaki Frontale   | 1                 | 3                 | 4                 |                   |  |  |                     |               |               |               |
|  |                     |                   |                   |                   |   | Kawasaki Frontale   | 1                 | 3                 | 4                 |                   |  |  |                     |               |               |               |
|  |                     | Gamba Osaka       | 3                 | 2                 | 5 |                     |                   |                   |                   |                   |  |  |                     |               |               |               |
|  | Gamba Osaka         | Gamba Osaka       | 3                 | 2                 | 5 | 1                   | 3                 | 4                 |                   |                   |  |  |                     |               |               |               |
|  | Gamba Osaka         |                   |                   |                   |   | 1                   | 3                 | 4                 |                   |                   |  |  |                     |               |               |               |
|  | Vissel Kobe         | 1                 | 0                 | 1                 |   |                     |                   |                   |                   |                   |  |  |                     |               |               |               |

### Final
O campeão terá o direito de decidir na sua casa, a Copa Suruga Bank de 2015. ainda em data há ser definida.

## Artilharia
| # | Nome                | Equipe             | Gols |
| - | ------------------- | ------------------ | ---- |
| 1 | Cristiano           | Ventforet Kofu     | 6    |
| 2 | Edu                 | FC Tokyo           | 4    |
| 2 | Masato Kudo         | Kashiwa Reysol     | 4    |
| 2 | Leandro             | Kashiwa Reysol     | 4    |
| 2 | Milivoje Novaković  | Shimizu S-Pulse    | 4    |
| 2 | Takashi Usami       | Gamba Osaka        | 4    |
| 3 | Tadanari Lee        | Urawa Red Diamonds | 3    |
| 3 | Musashi Suzuki      | Albirex Niigata    | 3    |
| 3 | Junya Tanaka        | Kashiwa Reysol     | 3    |
| 3 | Marcus Tulio Tanaka | Nagoya Grampus     | 3    |

## Premiação
| Copa da Liga Japonesa 2014      |
| ------------------------------- |
| Gamba Osaka Campeão (2º título) |